# Ambroży (Antonopoulos)
Ambroży, imię świeckie Nikolaos Antonopoulos (ur. 1934 w Pireusie, zm. 12 maja 2022) – grecki biskup prawosławny służący w Prawosławnym Patriarchacie Jerozolimy.

## Życiorys
W 1959 ukończył szkołę teologiczną przy Patriarchacie Jerozolimskim. Jeszcze jako jej student, w 1957, złożył wieczyste śluby mnisze i został wyświęcony na hierodiakona. W 1962 został wyświęcony na kapłana. Powierzono mu zarazem stanowisko patriarszego mistrza ceremonii. W 1963 został podniesiony do godności archimandryty.
Ukończył wyższe studia teologiczne na uniwersytecie w Atenach. Po powrocie do Jerozolimy pracował jako archiwista, bibliotekarz i wykładowca w patriarszej szkole teologicznej. Był również przełożonym klasztoru w Getsemani, zaś od 1979 – przedstawicielem Patriarchatu w Akrze.
W marcu 1981 miała miejsce jego chirotonia na arcybiskupa Nablus (Neapolis). W 1999 został podniesiony do godności metropolity. Od 2001 zasiada w Świętym Synodzie Patriarchatu Jerozolimskiego.
Wielokrotnie reprezentował Patriarchat Jerozolimski w czasie oficjalnych wizyt zagranicznych, towarzysząc patriarsze Benedyktowi I.